# Mycaranthes longibracteata
Mycaranthes longibracteata är en orkidéart som först beskrevs av Leav., och fick sitt nu gällande namn av James Edward Cootes och Wally Suarez. Mycaranthes longibracteata ingår i släktet Mycaranthes och familjen orkidéer.
Artens utbredningsområde är Filippinerna. Inga underarter finns listade i Catalogue of Life.